# Юванджили
Юванджили (на гръцки: Φωλέα, Фолеа) е село в Гърция, разположено на територията на дем Ясъкьой (Ясмос), област Източна Македония и Тракия.

## География
Селото е разположено на южните склонове на Родопите.

## История
В демографската статистиката на професор Любомир Милетич от 1912 година е посочено, че в селото живеят 42 помашки семейства. Към 1942 година в Юванджили (Юванджели) живеят 200 помаци.